# هریسون‌ویل (میزوری)
هریسون‌ویل (به انگلیسی: Harrisonville) شهری در شهرستان کاس ایالت میزوری است که جمعیت آن در سرشماری سال ۲۰۱۰ میلادی ۱۰٫۰۱۹ نفر بوده است.